# Yu Terasawa
Yu Terasawa är en japansk journalist. Han har avslöjat poliskorruption, vilket resulterat i att över hundra poliser har sparkats, ställts inför rätta eller straffats med disciplinära åtgärder. En film om honom med namnet Pochi no Kokuhaku ("En hunds erkännande") publicerades 2006.